# دون شولز
دون شولز (بالإنجليزية: Don Schulze)‏ هو لاعب كرة قاعدة أمريكي، ولد في 27 سبتمبر 1962 في روسلي في الولايات المتحدة.

## وصلات خارجية
- دون شولز على موقع دوري كرة القاعدة الرئيسي (الإنجليزية)
- دون شولز على موقع الدوري الياباني لكرة القاعدة (الإنجليزية)
- دون شولز على موقعبيزبول رفرنس.كوم (الدوري الرئيسي) (الإنجليزية)
- دون شولز على موقعبيزبول رفرنس.كوم (الدوري الثانوي) (الإنجليزية)
- دون شولز على موقع إي إس بي إن.كوم (أم.أل.بي) (الإنجليزية)
- دون شولز على موقع مشجعي الرسوم البيانية (الإنجليزية)